# طاهیر
طاهیر (به عربی: الطاهير) یک شهرداری در الجزایر است که در ناحیه طاهیر واقع شده‌است. طاهیر ۶۴٬۸۶ کیلومتر مربع مساحت و ۷۸٬۵۰۰ نفر جمعیت دارد.

## نگارخانه

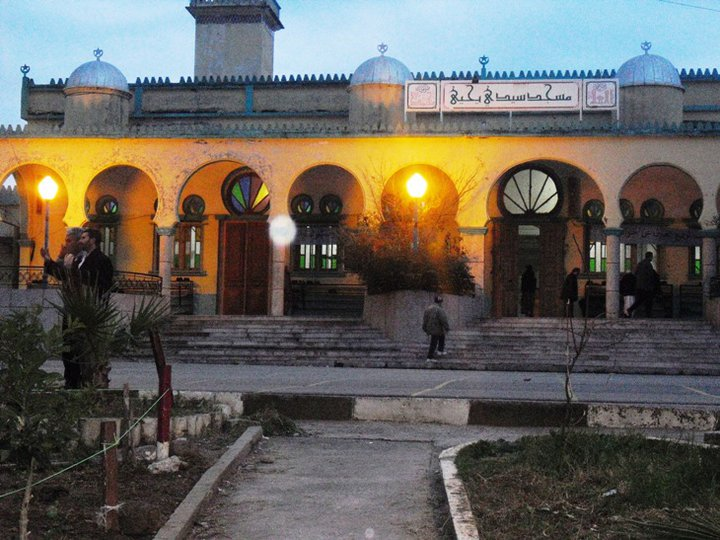
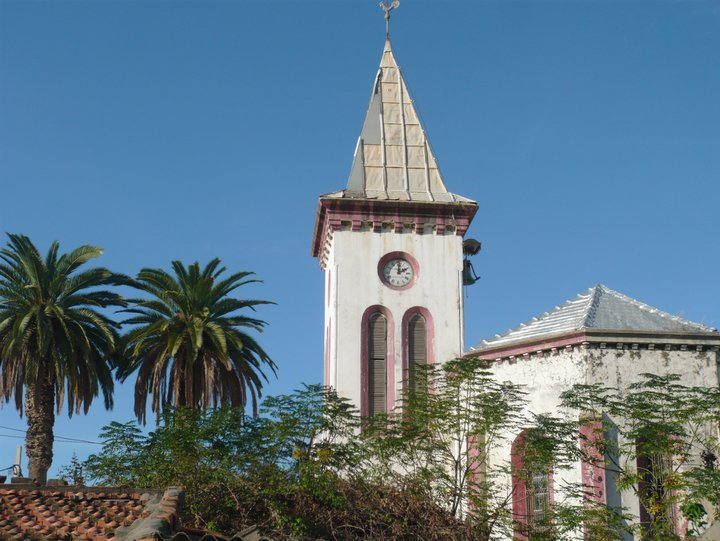
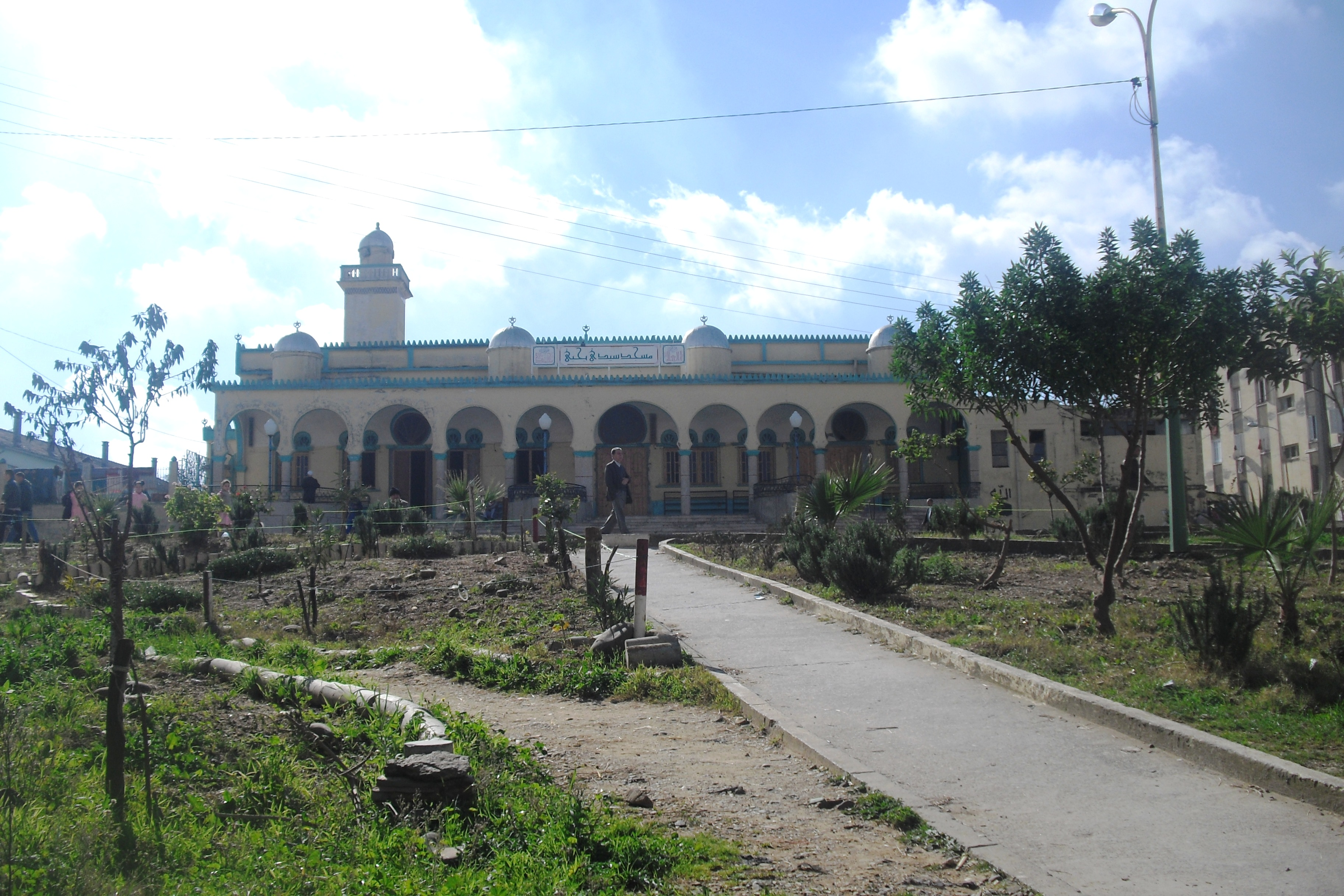
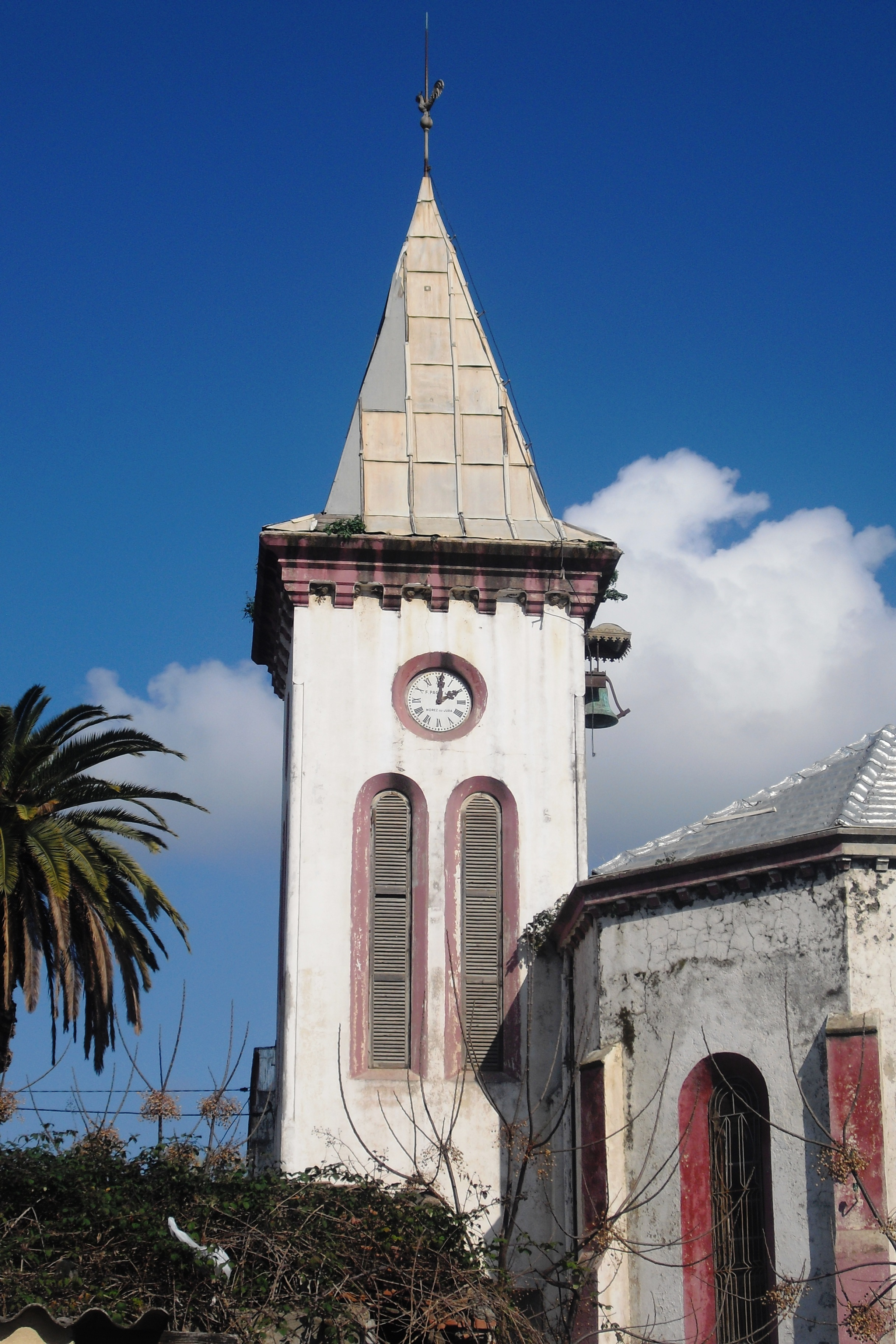